# Dickson Mabon
Pour les articles homonymes, voir Mabon.
Jesse Dickson Mabon (1er novembre 1925 - 10 avril 2008), parfois connu sous le nom de Dick Mabon, est un homme politique, médecin et dirigeant d'entreprise écossais. Il est le fondateur du Manifesto Group des députés Labour, une alliance de députés modérés qui ont combattu la dérive vers la gauche du Parti travailliste dans les années 1970. Il est député travailliste jusqu'en octobre 1981, quand il fait défection au SDP. Il perd son siège en 1983 et rejoint le Parti travailliste en 1991.

## Jeunesse
Mabon est né le 1er novembre 1925 à Glasgow, fils de Jesse Dickson Mabon, boucher; et son épouse, Isabel Simpson (née Montgomery). Il fait ses études à l'école primaire Possilpark, à l'école primaire Cumbrae et à la North Kelvinside Academy.
Il travaille comme Bevin Boy dans l'industrie des mines de charbon dans le Lanarkshire pendant la Seconde Guerre mondiale, avant de faire son service national (1944–48).
Il étudie la médecine à l'Université de Glasgow après sa démobilisation. Mabon est président du Glasgow University Labour Club (1948-1950), puis président de la National Association of Labour Students en 1949-1950, et enfin président de Glasgow University Union en 1951-52, et de la Scottish Union of Etudiants, 1954–55.
Il est chroniqueur politique pour le Scottish Daily Record de 1955 à 1964, et étudie avec Henry Kissinger à l'Université Harvard en 1963. Il est également médecin invité au Manor House Hospital, Londres, 1958–64.

## Carrière parlementaire
Mabon est candidat travailliste pour Bute et North Ayrshire en 1951, et Renfrewshire West en 1955 et est battu les deux fois. Il est élu député travailliste de Greenock lors d'une élection partielle en décembre 1955, remplaçant Tony Benn comme le plus jeune député du Labour. Il occupe ce siège (de 1974 à Greenock et à Port Glasgow) jusqu'en 1983. Il est porte-parole sur la santé en 1962.
Il est ministre subalterne comme sous-secrétaire d'État parlementaire conjoint pour l'Écosse (1964–67) et est promu ministre d'État pour l'Écosse, de 1967 à 1970. Après que le parti travailliste ait perdu les élections générales de 1970, il est porte-parole adjoint de l'opposition sur l'Écosse, mais démissionne en avril 1972 en raison de la position travailliste sur le marché commun. Bien qu'il ait soutenu Roy Jenkins lors de l'élection à la direction du Parti travailliste en 1976, James Callaghan le nomme ministre d'État au ministère de l'Énergie (1976-1979), où il prend en charge le secteur du pétrole de la mer du Nord. Il est nommé conseiller privé en 1977.
Mabon est également membre du Conseil de l'Europe et de l'Assemblée de l'Union de l'Europe occidentale, de 1970 à 1972 et 1974 à 1976, et de l'Assemblée de l'Atlantique Nord, de 1980 à 1982. Il est président du Mouvement européen, 1975–76 (et vice-président, 1979–83), et président fondateur du Manifesto Group du Parti travailliste parlementaire (1974–76), créé pour contrer le groupe de gauche Tribune.
Après la défaite du Labour aux élections générales de 1979, Mabon est désigné par le Glasgow Herald comme le favori pour succéder à Bruce Millan au poste de secrétaire d'État fantôme pour l'Écosse, si ce dernier choisissait de passer à un autre portefeuille . Cependant, la vacance n'est pas survenue car Millan est finalement resté en poste jusqu'en 1983.
Mabon fait défection au Parti social-démocrate (SDP) en octobre 1981. Il se présente sans succès à Renfrew West et Inverclyde pour le SDP en 1983, ainsi qu'au siège des Lothians en 1984 pour le Parlement européen. Mabon est l'un des négociateurs du SDP dans leurs tentatives de fusion avec les libéraux. Cependant, Mabon conclut que le parti fusionné n'est pas à son goût et il reste fidèle au projet SDP de David Owen, qui s'effondre après quelques années en 1990. Après cela, Mabon rejoint le parti travailliste en 1991 et devient un partisan enthousiaste du «New Labour» de Tony Blair.

## Fin de carrière
Il est président de SOS Villages d'Enfants au Royaume-Uni jusqu'en 1993 et tente de faire construire un village d'enfants SOS en Ecosse, d'abord près de Glasgow, puis à Stirling, mais se heurte aux conseils locaux.
Il rejoint le Parti travailliste en 1991, puis est membre du comité exécutif du Parti travailliste d'Eastbourne jusqu'en 2004.
Mabon, dont le premier poste de directeur a été à Radio Clyde dans les années 1970, devient directeur non exécutif avec East Midlands Electricity à sa place à Cairn; en 1992, il exhorte le gouvernement de John Major à privatiser British Coal en deux moitiés, l'une allant à un consortium dirigé par East Midland, dont lui-même. Il garde un intérêt pour la médecine, devenant en 1990 président de la Faculté d'histoire de la médecine. Mabon est membre de la Royal Society of Arts (FRSA) et Freeman de la ville de Londres.

## Famille
Il épouse Elizabeth Zinn, une actrice, en 1970. Ils ont un fils.
Mabon est décédé le 10 avril 2008, âgé de 82 ans, à son domicile d'Eastbourne